# Tărnovți, Silistra
Tărnovți (în bulgară Търновци, în română Sarighiol) este un sat în comuna Tutrakan, regiunea Silistra, Dobrogea de Sud, Bulgaria. 
Între anii 1913-1940 a făcut parte din plasa Turtucaia a județului Durostor, România.

## Demografie
Componența etnică a satului Tărnovți
     Turci (94,17%)
     Nicio identificare (5,82%)
     Altele (0%)
La recensământul din 2011, populația satului Tărnovți era de 378 locuitori. Din punct de vedere etnic, majoritatea locuitorilor (94,17%) erau turci. Pentru 5,82% din locuitori nu este cunoscută apartenența etnică.